# Emperor of the Black Runes
Emperor of the Black Runes è un album power metal pubblicato dalla band fiorentina Domine, prodotto dalla Dragonheart Records.

La versione giapponese dell'album contiene come bonus track Altar of the King, cover dei Riot.

## Il disco
L'introduzione Overture Mortale è un arrangiamento di un'aria del Don Giovanni di Mozart.
Il brano "Battle Gods (of the universe)"  presenta ancora un arrangiamento del tema precedente che riprende la scena del Commendatore dal Don Giovanni di Mozart, questa volta addirittura con una parte cantata che sostituisce la frase "battle Gods, battle Gods, battle gods of the universe" alla celebra battuta dell'opera Mozartiana: "Ah padron, ah padron, ah padron siam tutti morti".
The Aquilonia Suite è ispirata alla saga di Conan il Barbaro. Nel brano vengono riarrangiati in chiave power metal alcuni passaggi della colonna sonora del film di John Milius composta da Basil Poledouris.
The Prince in the Scarlet Robe, The Song of the Sword, Arioch, the Chaos Star e The Forest of Light riprende i racconti di Michael Moorcock sul ciclo di Corum e quello di Elric di Melniboné (a cui si rifà anche la copertina del disco). I Domine hanno preso molto dalle saghe di Michael Moorcock e tutti gli album da loro pubblicati hanno avuto sempre Elric di Melniboné in copertina. The Prince In The Scarlet Robe (il cui testo è riportato poco sotto) parla della promessa di Corum, il Principe nel Mantello Rosso, di distruggere tutti gli Dei. Arioch, the Chaos Star è una presentazione del Dio del Chaos, patrono di Elric e Song Of The Sword parla del duello tra Tempestosa e Luttuosa (Stormbringer e Mournblade).
Icarus Ascending tratta del mito di Icaro sottolineando il comportamento dell'eroe, disposto a tutto per la libertà.
Nelle canzoni The Sun of the New Season e The Forest of Light figura alla seconda voce Leanan Sidhe, cantante degli ormai sciolti Beholder.

## Tracce
1. Ouverture Mortale (Intro) - 1:10
2. Battle Gods (of the Universe) - 4:59
3. Arioch, the Chaos Star - 5:07
4. The Aquilonia Suite Part I - 11:02
5. The Prince in the Scarlet Robe - 6:53
6. Icarus Ascending - 6:30
7. The Song of the Swords - 5:42
8. The Sun of the New Season - 8:42
9. True Believer - 5:59
10. The Forest of Light - 3:28

## Formazione
- Morby - voce
- Enrico Paoli - chitarra
- Riccardo Paoli - basso
- Riccardo Iacono - tastiere
- Stefano Bonini - batteria